# Comunhão Anglicana
A Comunhão Anglicana é uma comunhão cristã, que consiste na Igreja da Inglaterra e outras igrejas nacionais e regionais autocéfalas, chamada de "províncias" em plena comunhão.
O Arcebispo da Cantuária, na Inglaterra, atua como um foco de unidade, reconhecido como primus inter pares ("primeiro entre iguais"), mas não exerce autoridade em províncias anglicanas fora da Igreja da Inglaterra. A maioria, mas não todas, as igrejas-membro da comunhão são as igrejas anglicanas nacionais ou regionais históricas.
A Comunhão Anglicana é terceira ou quarta maior comunhão global de igrejas cristãs em número de membros, depois da Igreja Católica Romana e Igreja Ortodoxa e Comunhão Mundial das Igrejas Reformadas.
Cada igreja membro é chamada de província, ou diocese extra provincial, a Igreja da Inglaterra, tendo cada província um território distinto das demais. Cada uma das 42 províncias tem um bispo chefe ou arcebispo, conhecido como primaz. As províncias podem ser países individuais - como o Brasil, Bangladesh, Escócia ou País de Gales - ou um grupo de países. Por exemplo, a Igreja da Província da África Central abrange o Botsuana, o Malawi, a Zâmbia e o Zimbábue. Ou um país pode ter mais de uma província. A Índia tem duas: a Igreja do Norte da Índia e a Igreja do Sul da Índia. Fundada em 1867 em Londres, Inglaterra, a comunhão tem entre 55 e 104 milhões de membros de membros.
As origens tradicionais das doutrinas anglicanas estão resumidas nos Trinta e Nove Artigos de Religião. O Arcebispo da Cantuária (atualmente Justin Welby ) na Inglaterra atua como líder e símbolo de unidade, reconhecido como primus inter pares ("primeiro entre iguais"). As províncias tomam suas decisões guiadas por quatro instrumentos: Arcebispo da Cantuária, a Conferência de Lambeth, a Reunião dos Primazes e o Conselho Consultivo Anglicano. 
A Comunhão Anglicana foi fundada na Conferência de Lambeth em 1867, em Londres, Inglaterra, sob a liderança de Charles Longley, Arcebispo da Cantuária. As igrejas da Comunhão Anglicana se consideram parte da igreja una, santa, católica e apostólica, e são católicas e reformadas. Embora alinhada com a Igreja da Inglaterra, a comunhão tem uma infinidade de crenças, liturgias e práticas, incluindo evangélicas, liberais e anglo-católicas. Cada um mantém seu próprio processo legislativo e política episcopal sob a liderança de primazes. Para alguns adeptos, o anglicanismo representa um catolicismo não papal, para outros, uma forma de protestantismo, embora sem guiar figuras como Lutero, Knox, Calvino, Zwingli ou Wesley, ou, ainda, para outros, uma combinação dos dois.

Bandeira da Comunhão Anglicana.

A maioria de seus 80-100 milhões de membros vive na anglosfera de antigos territórios britânicos. A participação plena na vida sacramental de cada igreja está disponível para todos os membros comunicantes. Devido à sua ligação histórica com a Inglaterra ( Ecclesia Anglicana significa "Igreja Inglesa"), algumas das igrejas membros são conhecidas como "Anglicanas", como a Igreja Anglicana no Canadá. Outros, por exemplo, a Igreja da Irlanda, as igrejas episcopais escocesas e americanas têm nomes oficiais que não incluem "anglicano" mas são províncias da comunhão. Há aproximadamente 86 milhões de membros na Comunhão Anglicana, espalhados nas 42 províncias autônomas e 450 Dioceses em 165 diferentes países. A Comunhão Anglicana se desenvolveu em duas etapas. A primeira começou no século XVII, na Inglaterra, onde o anglicanismo nasceu com os cristãos celtas, chegando com os colonizadores à Austrália, Canadá, Nova Zelândia, África do Sul e Estados Unidos. A segunda etapa começou no século XVIII, quando as igrejas anglicanas foram estabelecidas em todo o mundo como resultado do trabalho missionário da Igreja da Inglaterra, Irlanda, Escócia e País de Gales, que foram organizadas para essa tarefa pelas igrejas que haviam surgido nos dois séculos anteriores.

As igrejas anglicanas defendem e proclamam a fé como Reformada, católica e apostólica nas Escrituras e interpretadas à luz da tradição, do estudo e da razão. Em obediência aos ensinos de Jesus, as igrejas são comissionadas para proclamar as boas novas do Evangelho para toda a Criação. A Fé, a Ordem e a Prática estão expressos no Livro de Oração Comum, nos Ordinais dos séculos XVI e XVII e mais resumidamente no Quadrilátero de Lambeth de 1888. Este documento definiu como elementos essenciais de Fé e Ordem para a busca da unidade cristã:

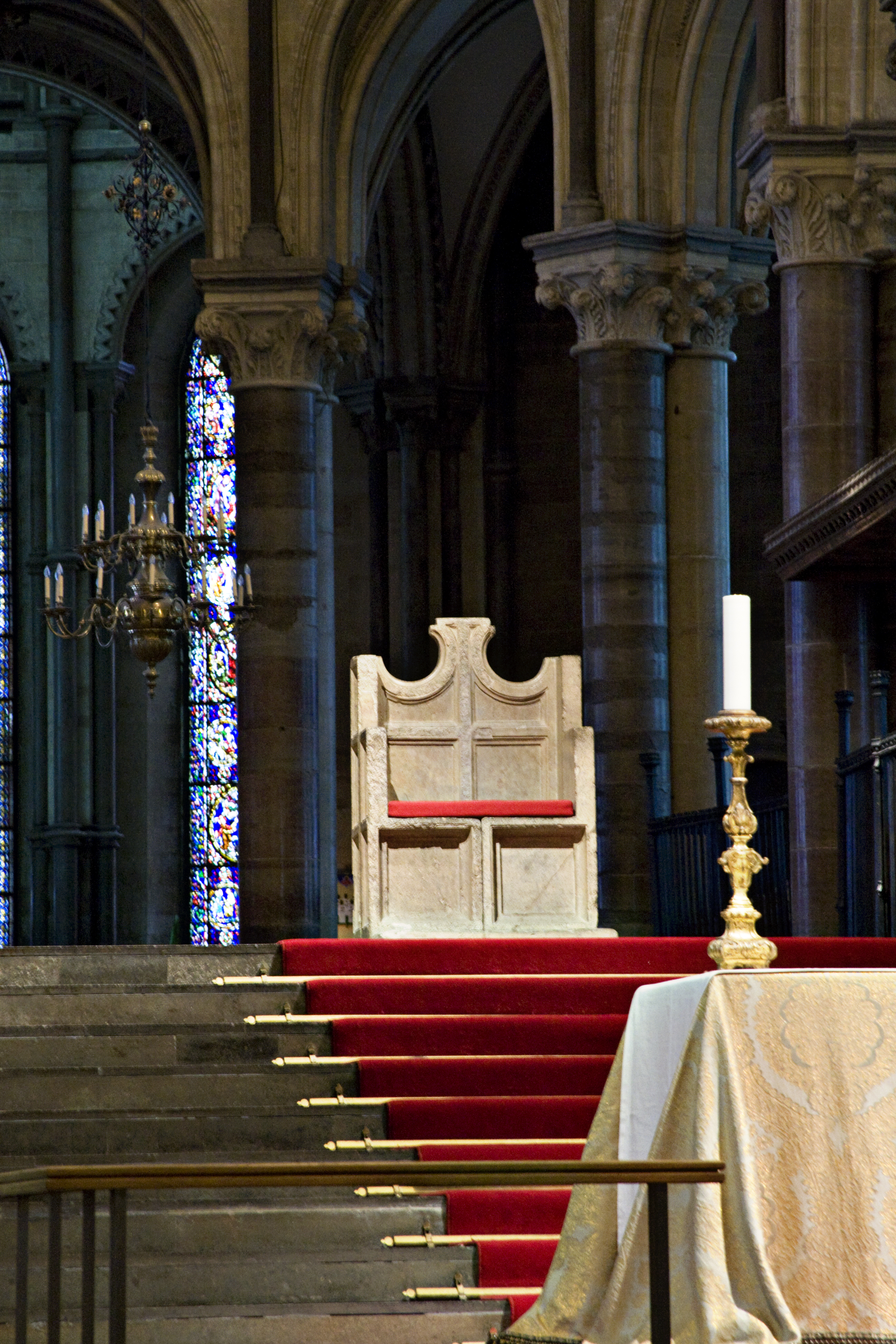
A Cadeira de Santo Agostinho (o trono episcopal na Catedral de Canterbury, Kent), sede do Arcebispo de Cantuária em seu papel como chefe da Comunhão Anglicana.

1. As Santas Escrituras do Antigo e Novo Testamentos como a Palavra revelada de Deus;
2. O Credo Niceno e Apostólico como a declaração suficiente da fé cristã;
3. Os sacramentos do Batismo e da Eucaristia celebrados com as palavras e os elementos usados por Jesus Cristo na última ceia;
4. O Episcopado Histórico, como símbolo da unidade Cristã.

O ponto central da adoração, para os anglicanos é a celebração da Santa eucaristia, que é chamada também de Santa Comunhão, Santa Ceia, Ceia do Senhor ou Santa Missa. No oferecimento da oração e do louvor, são relembrados a vida, a morte e a ressurreição de Cristo por meio da proclamação da Palavra e da celebração do sacramento. A adoração está no centro do anglicanismo. Os estilos variam do simples para o elaborado, do protestante para o Católico e do carismático para o tradicional. O Livro de Oração Comum, que já recebeu várias revisões em toda a Comunhão Anglicana, expressa a compreensividade que caracteriza as igrejas anglicanas, cujos princípios refletem desde os tempos de Isabel I a via média em relação a outras tradições ditas cristãs. O batismo ministrado com água e em nome da Santíssima Trindade une a pessoa batizada com Cristo e com sua igreja.

## Arcebispo de Cantuária

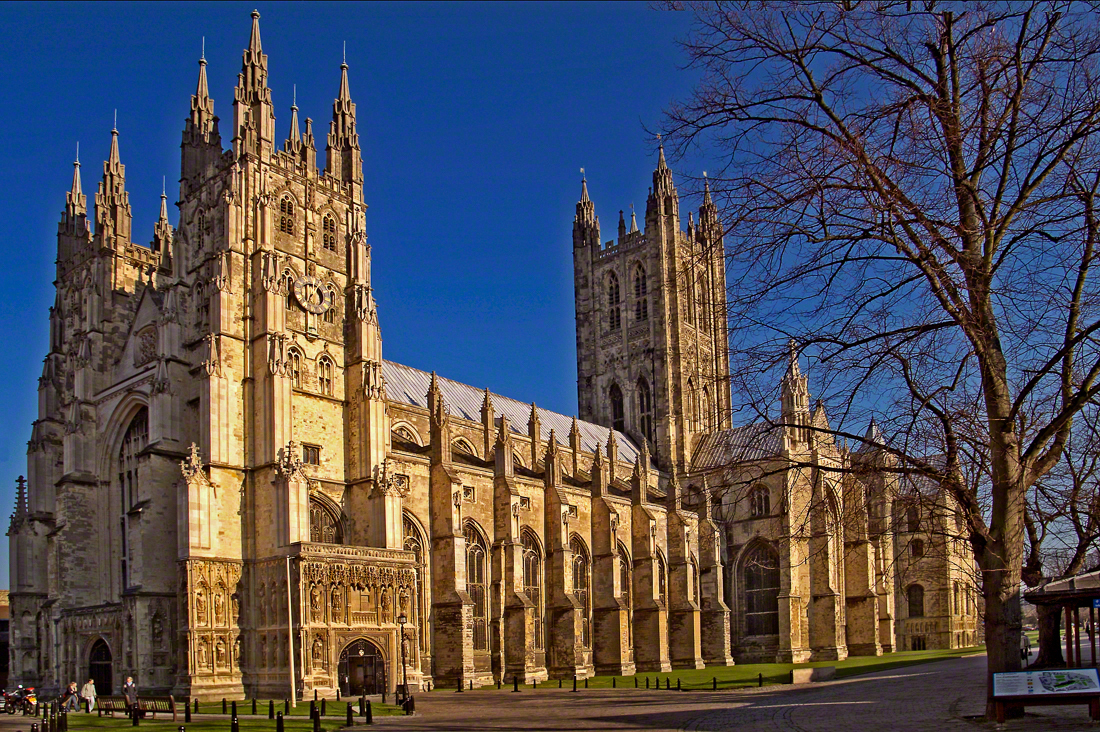
Catedral de Canterbury, Reino Unido, vista do sudoeste.

As províncias anglicanas estão interligadas por laços de afeição e lealdade comum e permanecem em plena comunhão com a Sé de Cantuária. Por isso, o arcebispo de Cantuária é o símbolo da unidade Anglicana. Ele convoca a Conferência de Lambeth, que se realiza a cada dez anos, e preside a reunião dos bispos primazes e o Conselho Consultivo Anglicano. O centésimo terceiro arcebispo de Cantuária em sucessão apostólica que vem desde Santo Agostinho (597) é George L. Carey, entronizado em abril de 1991. Atualmente Sua Graça Justin Welby é o 105° e atual Arcebispo de Cantuária.
A Comunhão Anglicana é coordenada e assessorada pela Conferência de Lambeth, pela Reunião dos Primazes e pelo Conselho Consultivo Anglicano.

## Instrumentos de comunhão

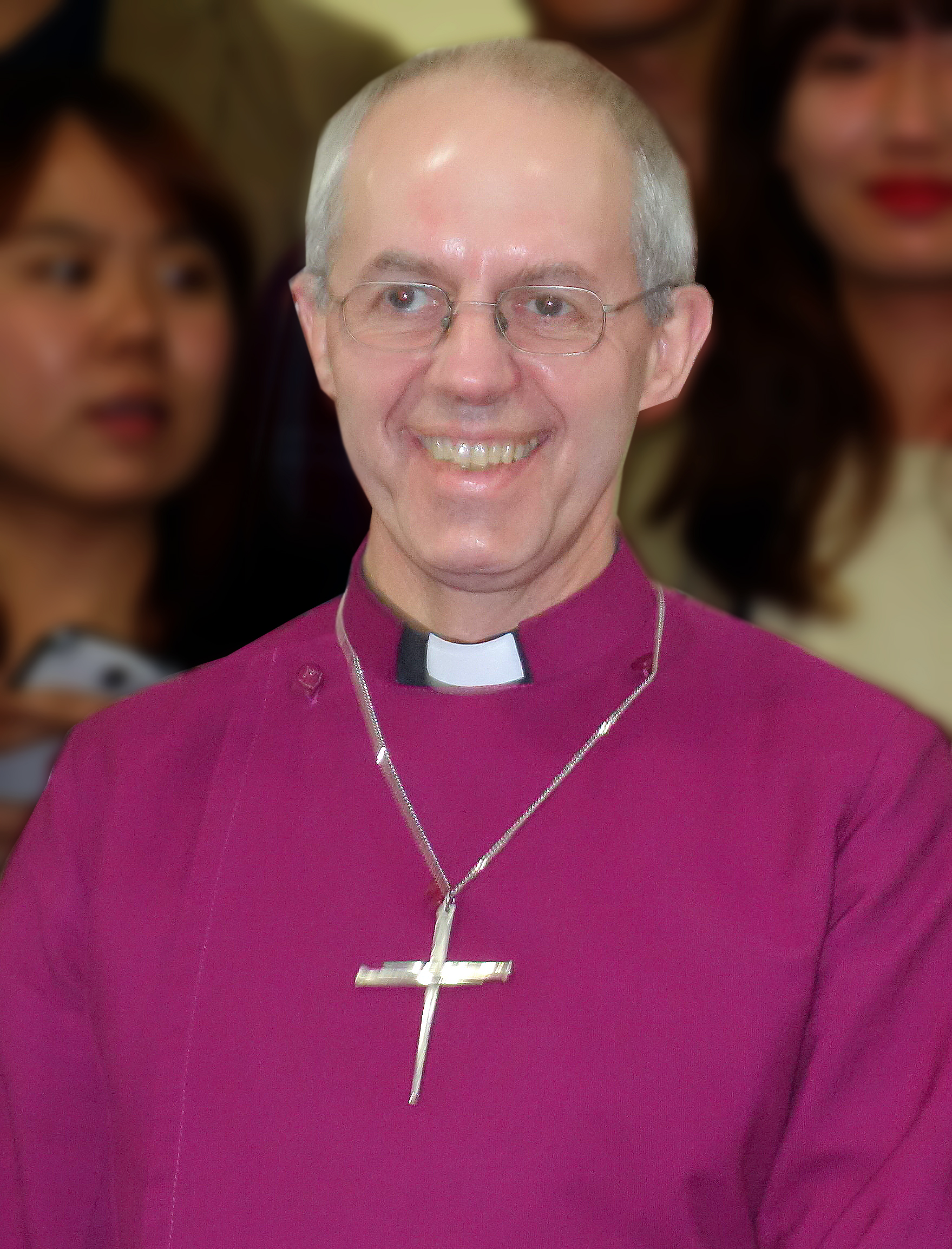
Reverendíssimo Justin Welby, o líder espiritual da comunhão Anglicana.

Como não há autoridade obrigatória na Comunhão Anglicana, esses organismos internacionais são um veículo de consulta e persuasão. Nos últimos tempos, a persuasão tem sido levada a debates sobre conformidade em certas áreas de doutrina, disciplina, adoração e ética. O exemplo mais notável tem sido a objeção de muitas províncias da comunhão (particularmente na África e Ásia) à aceitação em mudança dos indivíduos LGBT nas igrejas norte-americanas (por exemplo, abençoando uniões do mesmo sexo e ordenando e consagrando relacionamentos do mesmo sexo) e ao processo pelo qual as mudanças foram realizadas: 
1. O arcebispo de Canterbury funciona como o chefe espiritual da comunhão.[24] O arcebispo é o foco da unidade, uma vez que nenhuma igreja reivindica ser membro da Comunhão sem estar em comunhão com ele. O atual arcebispo é Justin Welby;
2. A Conferência de Lambeth[24] (realizada pela primeira vez em 1867) é a mais antiga consulta internacional. É um fórum para os bispos da comunhão para reforçar a unidade e colegialidade através da manifestação do episcopado, para discutir questões de interesse mútuo, e para aprovar resoluções destinadas a atuar como indicadores. Realiza-se aproximadamente a cada 10 anos e o convite é do arcebispo de Canterbury. O Conselho Consultivo Anglicano[24] (reunido pela primeira vez em 1971) foi criado por uma resolução da Conferência de Lambeth de 1968 e se reúne geralmente em intervalos de três anos;
3. O conselho é composto por bispos representativos, outros clérigos e leigos escolhidos pelas 38 províncias. O corpo tem uma secretaria permanente, o Escritório da Comunhão Anglicana, do qual o Arcebispo de Canterbury é presidente;
4. O Encontro dos Primazes[24] (reunido pela primeira vez em 1979) é a mais recente manifestação de consulta e deliberação internacional, tendo sido primeiramente convocada pelo Arcebispo Donald Coggan como um fórum para "reflexão, oração e consulta profunda".

## Rosa dos Ventos

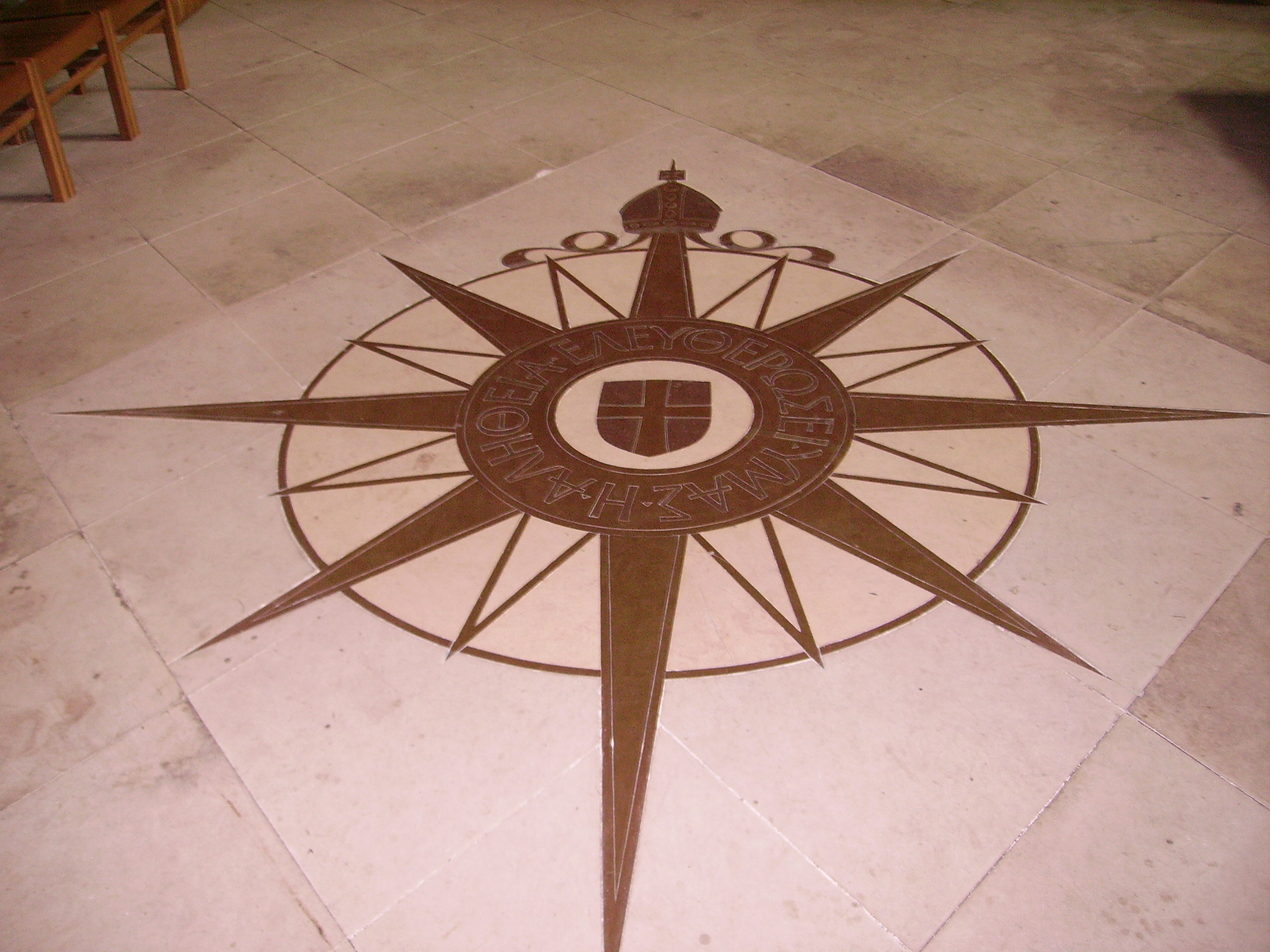
Símbolo da Comunhão Anglicana na catedral de Canterbury, o centro e sede da Igreja Anglicana.

A Rosa dos Ventos, emblema da Comunhão Anglicana, foi originalmente desenhada pelo falecido Cônego Edward West, de Nova Iorque. O desenho atual foi elaborado por Giles Bloomfield. O símbolo, que foi instalado na nave da Catedral de Cantuária foi dedicado pelo arcebispo durante a eucaristia de encerramento da Conferência de Lambeth de 1988. O mesmo símbolo também foi dedicado pelo arcebispo na Catedral de Nova Iorque em 1992, demonstrando que seu uso está se tornando cada vez mais universal. No centro está a cruz de São Jorge, que lembra a origem dos anglicanos. A inscrição em grego A Verdade Vos Libertará (João 8:32) circunda a cruz e a bússola relembra a expansão do cristianismo anglicano pelo mundo. A mitra que está em cima enfatiza o papel do episcopado e a ordem apostólica, que são partes essenciais das igrejas da Comunhão Anglicana.
A Rosa dos Ventos é um símbolo amplamente usado pela família das igrejas anglicanas e episcopais. É também o logotipo do Secretariado Inter-Anglicano e usado como marca de identificação da Comunhão Anglicana.

### Propagação global do Anglicanismo
A enorme expansão nos séculos XVIII e XIX do Império Britânico trouxe consigo o anglicanismo. No início, todas essas igrejas coloniais estavam sob a jurisdição do bispo de Londres. Depois da Revolução Americana, as paróquias do país recém-independente acharam necessário romper formalmente com uma igreja cujo governador supremo era (e continua sendo) o monarca britânico. Assim, formaram suas próprias dioceses e igrejas nacionais, a Igreja Episcopal dos Estados Unidos da América, em uma separação mais amigável.

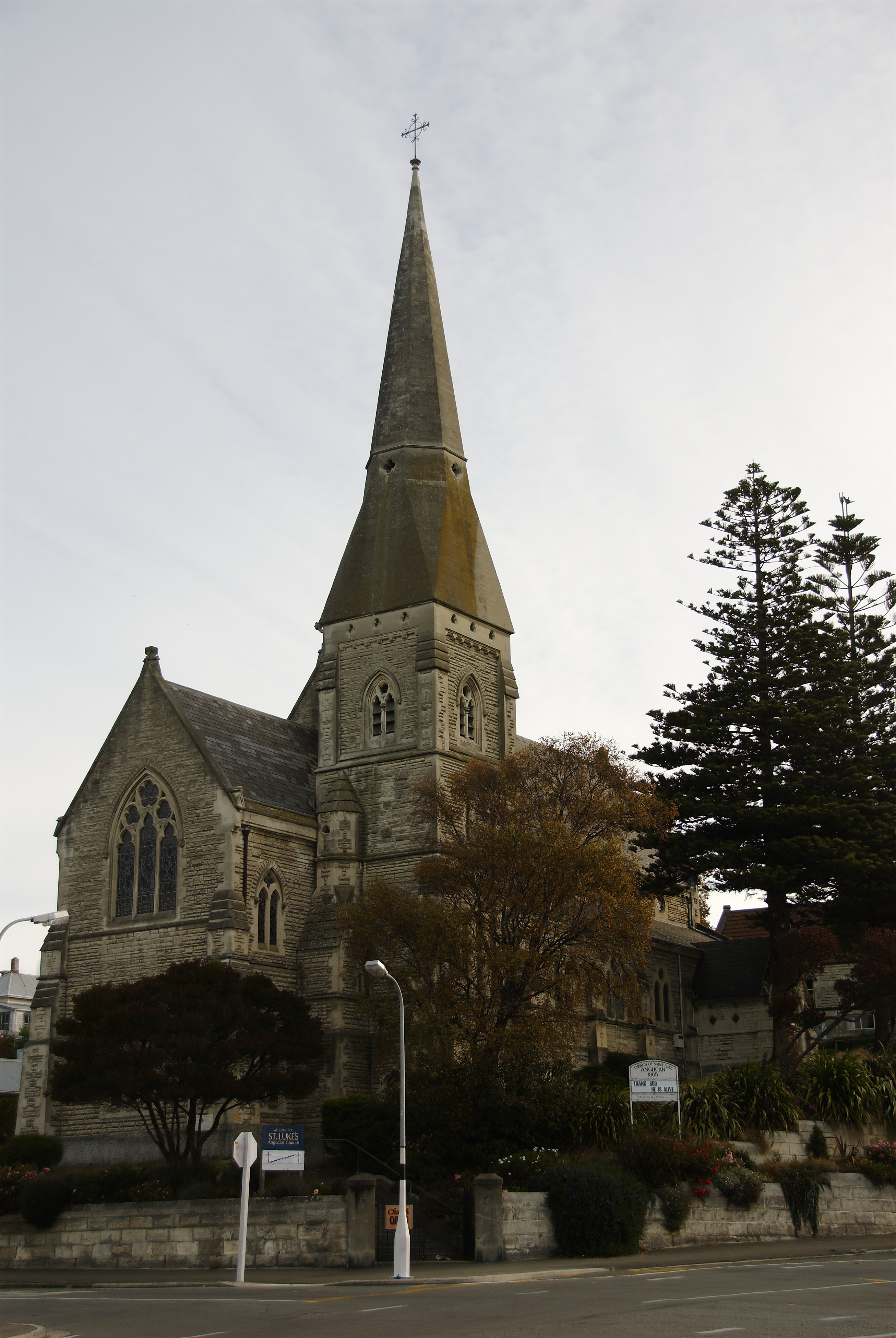
Igreja Anglicana de São Lucas, na Nova Zelândia.

Mais ou menos na mesma época, nas colônias que permaneciam ligadas à coroa, a Igreja da Inglaterra começou a nomear bispos coloniais. Em 1787, um bispo da Nova Escócia foi nomeado com jurisdição sobre toda a América do Norte britânica; com o tempo, vários outros colegas foram nomeados para outras cidades no atual Canadá. Em 1814 foi feito um bispo de Calcutá; em 1824 o primeiro bispo foi enviado para as Índias Ocidentais e em 1836 para a Austrália. Em 1840 ainda havia apenas dez bispos coloniais para a Igreja da Inglaterra; mas mesmo esse pequeno começo facilitou muito o crescimento do anglicanismo em todo o mundo. Em 1841, um "Conselho Colonial dos Bispos" foi criado e, em breve, muitas outras dioceses foram criadas.
Com o tempo, tornou-se natural agrupá-los em províncias e um metropolitano foi designado para cada província. Embora tenha sido inicialmente estabelecido em muitas colônias, em 1861 foi decidido que, exceto onde especificamente estabelecido, a Igreja da Inglaterra tinha exatamente a mesma posição legal que qualquer outra igreja. Assim, um bispo colonial e uma diocese colonial eram, por natureza, uma coisa bastante diferente de seus colegas de volta para casa. Com o tempo, os bispos passaram a ser nomeados localmente, e não da Inglaterra, e, por fim, os sínodos nacionais passaram a aprovar legislação eclesiástica independente da Inglaterra.
Um passo crucial no desenvolvimento da comunhão moderna foi a ideia das Conferências de Lambeth (discutidas acima). Essas conferências demonstraram que os bispos de igrejas diferentes poderiam manifestar a unidade da igreja em sua colegialidade episcopal, apesar da ausência de laços legais universais. Inicialmente, alguns bispos estavam relutantes em comparecer, temendo que a reunião se declarasse um conselho com poder de legislar para a igreja; mas concordou em aprovar apenas resoluções consultivas. Estas Conferências de Lambeth foram realizadas aproximadamente a cada 10 anos desde 1878 (a segunda conferência deste tipo) e continuam sendo a reunião mais visível de toda a Comunhão.
A Conferência de Lambeth de 1998 incluiu o que foi visto por Philip Jenkins e outros como um "divisor de águas no cristianismo global". A Conferência de Lambeth de 1998 considerou a questão da teologia da atração pelo mesmo sexo em relação à sexualidade humana. Nesta conferência de 1998, pela primeira vez em séculos, os cristãos das regiões em desenvolvimento, especialmente África, Ásia e América Latina, prevaleceram sobre os bispos de países mais prósperos (muitos dos EUA, Canadá e Reino Unido) que apoiaram uma redefinição. da doutrina anglicana. Visto a essa luz, 1998 é uma data que marcou a mudança de um cristianismo dominado pelo Ocidente para aquele em que as igrejas em crescimento dos dois terços do mundo são predominantes, mas a controvérsia do bispo gay nos anos subsequentes levou à reafirmação do domínio ocidental, desta vez da variedade liberal. 

## Províncias
| Igrejas autônomas Igreja Episcopal dos Estados Unidos Igreja da Província das Índias Ocidentais Igreja Anglicana da América Central Igreja Anglicana do Cone Sul Igreja Anglicana do Sul da África Província da África Central Província da África Ocidental | Igreja Episcopal em Jerusalém e no Oriente Médio Província do Oceano Índico Igreja Anglicana da Nova Zelândia e Polinésia Província da Melanésia Diocese de Gibraltar Igreja Lusitana e Igreja Espanhola (vinculadas a Igreja da Inglaterra) Província do Sudeste Asiático Sem presença anglicana organizada |

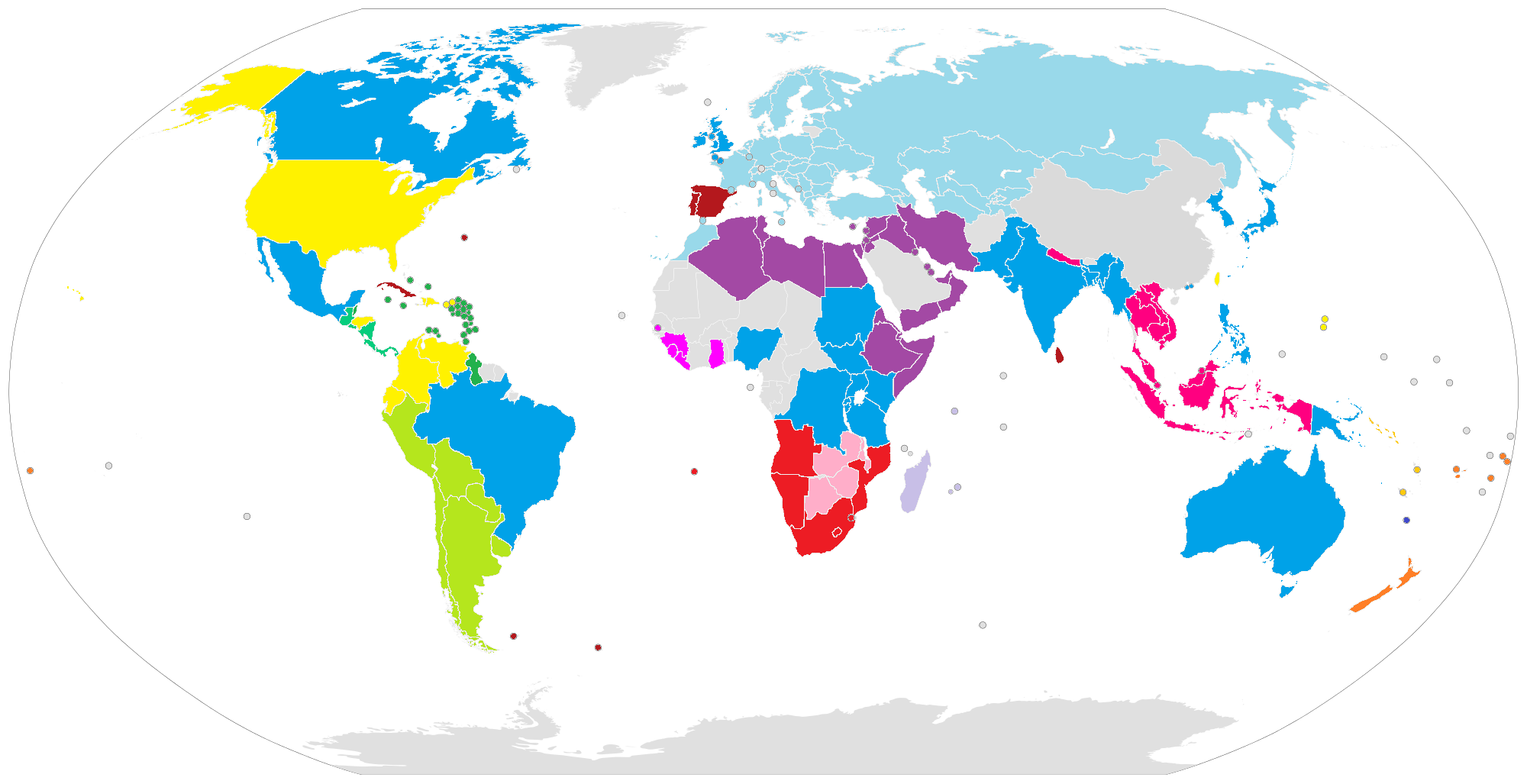
As províncias da Comunhão Anglicana:

A família episcopal anglicana compreende dezenas de milhões de cristãos que são membros de 46 igrejas diferentes. Elas compõem 42 igrejas-membro (também chamadas de províncias) e cinco outras igrejas nacionais ou locais conhecidas como Extraprovinciais:
| Denominação                                       | Território | Número de membros (ativos) | Número de membros (autodeclarados) | Número de membros (batizados) | Ano         |
| ------------------------------------------------- | --- | -------------------------- | ---------------------------------- | ----------------------------- | ----------- |
| Província Episcopal/Anglicana de Alexandria       | Argélia , Djibuti , Egito , Etiópia , Eritreia , Líbia , Somália , Tunísia | 50.000                     | 50.000                             | 50.000                        | 2022        |
| Igreja Anglicana da Nova Zelândia e Polinésia     | Nova Zelândia, Ilhas Cook , Fiji , Samoa , Tonga | 245.301                    | 245.301                            | 630.000                       | 2010-2023   |
| Igreja Anglicana da Austrália                     | Austrália | 2.496.273                  | 2.496.273                          | 4.865.328                     | 2001-2021   |
| Igreja de Bangladesh                              | Bangladesh | 22.600                     | 22.600                             | 22.600                        | 2022        |
| Igreja Episcopal Anglicana do Brasil              | Brasil | 19.400                     | 19.400                             | 120.000                       | 2012        |
| Igreja Anglicana de Burundi                       | Burundi | 900.000                    | 900.000                            | 900.000                       | 2015        |
| Igreja Anglicana no Canadá                        | Canadá | 294.931                    | 1.134.315                          | 1.134.315                     | 2022        |
| Igreja da Província Anglicana da África Central   | Botsuana , Malawi , Zâmbia , Zimbábue | 900.000                    | 900.000                            | 900.000                       | 2006        |
| Igreja Anglicana da América Central               | Costa Rica , El Salvador , Guatemala , Nicarágua , Panamá | 35.000                     | 35.000                             | 126.000                       | 2010-2022   |
| Igreja Anglicana do Chile                         | Chile | 20.000                     | 20.000                             | 20.000                        | 2010-2018   |
| Província Anglicana do Congo                      | República Democrática do Congo , República do Congo | 500.000                    | 500.000                            | 500.000                       | 2006        |
| Igreja da Inglaterra                              | Inglaterra, Dependências da Coroa , Europa | 1.019.000                  | 9.304.400                          | 26.000.000                    | 2004-2018   |
| Igreja Anglicana em Hong Kong                     | Hong Kong, Macau | 29.000                     | 29.000                             | 29.000                        | 2004        |
| Igreja da Província Anglicana do Oceano Índico    | Madagascar , Maurício , Seychelles | 505.000                    | 505.000                            | 505.000                       | 2006        |
| Igreja da Irlanda                                 | República da Irlanda e Irlanda do Norte | 343.400                    | 343.400                            | 343.400                       | 2023        |
| Igreja Anglicana no Japão                         | Japão | 22.000                     | 22.000                             | 58.000                        | 2010-2022   |
| Igreja Episcopal em Jerusalém e no Oriente Médio  | Bahrein , Chipre , Irã , Iraque , Israel, Jordânia , Kuwait , Líbano , Omã , Palestina , Catar , Arábia Saudita , Síria , Emirados Árabes Unidos , Iêmen | 39.882                     | 39.882                             | 39.882                        | 2006        |
| Igreja Anglicana do Quênia                        | Quênia | 5.860.000                  | 5.860.000                          | 5.860.000                     | 2017        |
| Igreja Anglicana da Coreia                        | Coreia do Sul , Coreia do Norte | 65.000                     | 65.000                             | 80.110                        | 2006-2010   |
| Igreja Anglicana da Melanésia                     | Nova Caledônia , Ilhas Salomão , Vanuatu | 200.000                    | 200.000                            | 409.000                       | 2006-2010   |
| Igreja Anglicana do México                        | México | 22.000                     | 22.000                             | 100.000                       | 2016        |
| Igreja Anglicana de Moçambique e Angola           | Moçambique e Angola | 768.200                    | 768.200                            | 768.200                       | 2019-2022   |
| Igreja da Província Anglicana de Myanmar          | Myanmar | 62.000                     | 62.000                             | 62.000                        | 2006        |
| Igreja Anglicana da Nigéria                       | Nigeria | 6.897.240                  | 6.897.240                          | 22.000.000                    | 2010-2016   |
| Igreja do Norte da Índia                          | Butão, Índia | 2.200.000                  | 2.200.000                          | 2.200.000                     | 2023        |
| Igreja do Paquistão                               | Paquistão | 500.000                    | 500.000                            | 500.000                       | 2014        |
| Igreja Anglicana de Papua Nova Guiné              | Papua-Nova Guiné | 233.228                    | 233.228                            | 233.228                       | 2011        |
| Igreja Episcopal nas Filipinas                    | Filipinas | 179.007                    | 179.007                            | 179.007                       | 2020        |
| Igreja Anglicana de Ruanda                        | Ruanda | 383.904                    | 383.904                            | 1.240.000                     | 2010        |
| Igreja Episcopal Escocesa                         | Escócia | 22.990                     | 72.359                             | 72.359                        | 2022 - 2024 |
| Igreja Anglicana da América do Sul                | Argentina, Uruguai, Paraguai, Bolívia e Peru | 22.500                     | 22.500                             | 46.100                        | 2006        |
| Igreja da Província Anglicana do Sudeste Asiático | Brunei , Camboja , Indonésia , Laos , Malásia , Nepal , Cingapura, Tailândia , Vietnã | 98.000                     | 98.000                             | 168.079                       | 2004-2017   |
| Igreja do Sul da Índia                            | Índia, Sri Lanka | 4.500.000                  | 4.500.000                          | 4.500.000                     | 2022        |
| Igreja Anglicana da África Austral                | Eswatini , Lesoto , Namíbia , Santa Helena , África do Sul | 2.300.000                  | 2.300.000                          | 4.000.000                     | 2016        |
| Província da Igreja Episcopal do Sudão            | Sudão | 1.000.000                  | 1.000.000                          | 1.000.000                     | 2014        |
| Província da Igreja Episcopal do Sudão do Sul     | Sudão do Sul | 3.500.000                  | 3.500.000                          | 3.500.000                     | 2014        |
| Igreja Anglicana da Tanzânia                      | Tanzânia | 2.000.000                  | 2.685.600                          | 3.318.000                     | 2006-2010   |
| Província Anglicana de Uganda                     | Uganda | 13.311.801                 | 13.311.801                         | 13.311.801                    | 2024        |
| Igreja Episcopal dos Estados Unidos               | Ilhas Virgens Britânicas , Colômbia , Cuba , República Dominicana , Equador , Europa , Guam , Haiti , Honduras , Ilhas Marianas do Norte , Porto Rico , Taiwan , Estados Unidos, Ilhas Virgens Americanas , Venezuela                                                                                        | 1.547.779                  | 2.405.000                          | 2.405.000                     | 2023        |
| Igreja de Gales                                   | País de Gales | 45.759                     | 45.759                             | 84.000                        | 2016-2018   |
| Província Anglicana da África Ocidental           | Camarões , Cabo Verde , Gâmbia , Gana , Guiné , Libéria , Senegal , Serra Leoa | 1.000.000                  | 1.000.000                          | 1.000.000                     | 2004        |
| Província Anglicana das Índias Ocidentais         | Anguilla , Antígua e Barbuda , Aruba , Bahamas , Barbados , Belize , Ilhas Cayman , Dominica , Granada , Guiana , Jamaica , Montserrat , Saba , São Bartolomeu , São Cristóvão e Nevis , Santa Lúcia , São Martinho , São Vicente e Granadinas , Santo Eustáquio , Trinidad e Tobago , Ilhas Turcas e Caicos | 770.000                    | 770.000                            | 770.000                       | 2004        |
| Igreja Anglicana do Ceilão (Sri Lanka)            | Extraprovincial | 50.000                     | 50.000                             | 54.200                        | 2006        |
| Igreja Extra-Provincial de Bermudas               | Extraprovincial | 9.647                      | 9.647                              | 14.000                        | 2010        |
| Igreja Lusitana Católica Apostólica Evangélica    | Extraprovincial | 2.700                      | 2.700                              | 5.000                         | 2010        |
| Igreja Espanhola Reformada Episcopal              | Extraprovincial | 5.000                      | 5.000                              | 11.800                        | 2010        |
| Igreja das Ilhas Falkland                         | Extraprovincial | 810                        | 810                                | 810                           | 2010        |
| Comunhão Anglicana                                | Global | 54.999.352                 | 65.716.326                         | 104.136.209                   | 2004-2023   |

## Igrejas em Plena Comunhão
- Velha Igreja Católica
- Igreja Síria Mar Thoma de Malabar
- Igreja Independente das Filipinas
- Igreja Malabar Síria Independente
- Comunhão de Porvoo

## Atual crise
Atualmente a Comunhão Anglicana passa por uma grave crise que opõe liberais e conservadores do ponto de vista teológico. Esta situação que vem num crescente nos últimos anos chegou ao clímax com a consagração de Gene Robinson, um homossexual que vivia com o seu parceiro como bispo de New Hampshire em 2003, e a indicação de uma mulher como primaz da Igreja Episcopal dos Estados Unidos. O conflito entre conservadores e liberais vem em uma espiral de crescimento. Devido a várias decisões de algumas Igrejas (províncias) de forte postura liberal que são consideradas heresias pelos conservadores a crise tem-se agravado. Questões como a ordenação e sagração de mulheres, um assunto que pode ser considerado antigo mas que permanece controverso até hoje, assomou-se a ordenação e sagração de homossexuais assumidos e a aceitação do casamento de pessoas do mesmo sexo. O conjunto destas questões gerou um conflito entre os membros da Comunhão Anglicana que parece ser irreconciliável.
Os Anglicanos mais ortodoxos do Brasil lançaram a Igreja Anglicana no Brasil e dos Estados Unidos e Canadá lançaram a Igreja Anglicana na América do Norte em resposta às tendências heterodoxas das igrejas Anglicanas dos seus países. A nova província em formação tem o apoio da maior parte das Igrejas de África, Ásia e da América do Sul, estando já em plena comunhão com as Igrejas da Nigéria, Uganda e Sudão.